# Classe ATC C04
La classe ATC C04, dénommée « Vasodilatateurs périphériques », est un sous-groupe thérapeutique de la classification anatomique, thérapeutique et chimique, développée par l'OMS pour classer les médicaments et autres produits médicaux. La classe ATC vétérinaire correspondante dans la classification ATCvet est QC04. Le sous-groupe présenté ici est celui établi par l'OMS, et peut donc différer des versions dérivées utilisées dans certains pays. Il fait partie du groupe anatomique C de la classification, intitulé « Système cardio-vasculaire ».

## C04A Vasodilatateurs périphériques

### C04AA Dérivés du 2-amino-1-phényléthanol
C04AA01 Isoxsuprine (en)
C04AA02 Buphénine (en)
C04AA31 Baméthan (en)

### C04AB Dérivés de l'imidazoline
C04AB01 Phentolamine
C04AB02 Tolazoline (en)

### C04AC Acide nicotinique et ses dérivés
C04AC01 Nicotinique acide
C04AC02 Nicotinyl alcool (en) (pyridylcarbinol)
C04AC03 Inositol nicotinate (en)
C04AC07 Ciclonicate (en)

### C04AD Dérivés de la purine
C04AD01 Pentifylline (en)
C04AD02 Xantinol nicotinate (en)
C04AD03 Pentoxifylline
C04AD04 Étofylline nicotinate (en)
« QC04AD90 » Propentofylline (en)

### C04AE Alcaloïdes de l'ergot de seigle
C04AE01 Ergoloïde mésylates (en)
C04AE02 Nicergoline (en)
C04AE04 Dihydroergocristine (en)
C04AE51 Ergoloïde mésylates en association
C04AE54 Dihydroergocristine en association

### C04AF Enzymes
C04AF01 Kallidinogénase

### C04AX Autresvasodilatateurspériphériques
C04AX01 Cyclandélate (en)
C04AX02 Phénoxybenzamine (en)
C04AX07 Vincamine (en)
C04AX10 Moxisylyte (en)
C04AX11 Bencyclane (en)
C04AX17 Vinburnine (en)
C04AX19 Sulcotidil (en)
C04AX20 Buflomédil
C04AX21 Naftidrofuryl
C04AX23 Butalamine (en)
C04AX24 Visnadine (en)
C04AX26 Cétiédil (en)
C04AX27 Cinépazide (en)
C04AX28 Ifenprodil (en)
C04AX30 Azapétine (en)
C04AX32 Fasudil (en)